# Проезд Георгия Митерева (Самара)
Прое́зд Гео́ргия Митерёва расположен в Октябрьском районе Самары.
Начало берёт от пересечения с проспектом Карла Маркса и заканчивается улицей Гагарина.
Расположен параллельно Революционной улице, пересекает Печёрскую улицу. Протяжённость проезда — 0,8 км.

## Этимология годонима
Проезд назван в честь советского государственного деятеля и доктора медицинских наук Георгия Андреевича Митерёва.
Прежнее название — улица Новая. Затем улица Новая была разделена на два участка: участок от Ново-Садовой улицы до Московского шоссе стал называться улицей Ерошевского, участок от проспекта Карла Маркса до улицы Юрия Гагарина 29 мая 1980 года получил название «проезд Георгия Митерёва».

## Транспорт
По проезду движение общественного транспорта не осуществляется. Недалеко от пересечения проезда с улицей Гагарина расположена станция метро «Гагаринская».

## Здания и сооружения
Чётная сторона
- № 2 — типография
- № 16 — медицинские и фармацевтические учреждения

Нечётная сторона
- № 1 — Управление Роспотребнадзора по Самарской области, Госсанэпиднадзор, ФБУЗ «Центр гигиены и эпидемиологии в Самарской области»[5]
- № 9 — Самараэнерго[6], СРО НП Межрегиональное объединение по инженерным изысканиям в строительстве, Самараоблагропромснаб
- № 11 — банк

Малоэтажная застройка заменяется высотками, активно идёт застройка бывшей территории завода «Сокол».

## Почтовые индексы
- 443079[11]